# Prélude et fugue en si majeur

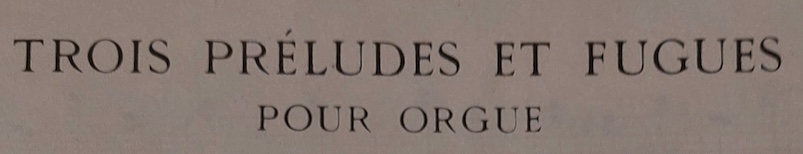
Überschrift des Werkes

Prélude et fugue en si majeur opus 7 Nr. 1 (Praeludium und Fuge in H-Dur) ist ein Orgelwerk von Marcel Dupré. Es ist dem Komponisten und Organisten René Vierne (1878–1918) gewidmet.

## Entstehungs- und Publikationsgeschichte
Dupré schrieb die drei Werke von Opus 7 während seiner Vorbereitungszeit für den Rompreis 1914. Sein Schüler Marcel Lanquetuit hörte sie schon 1911 in einer Interpretation durch den Komponisten. Etwa 1912 folgte ein Vortrag für Freunde in Rouen. 1917 trug Dupré sie mit Erfolg im Pariser Salle Gaveau vor.

„Als er sie erstmals Organistenkollegen vorspielte, hielten diese den Schwierigkeitsgrad für so extrem, dass eine Publikation undenkbar schien.“

Charles-Marie Widor bezeichnete das erste und dritte Stück als „unspielbar“.
Da die Werke von Opus 7 bei Duprés eigenen Konzerten vom Publikum begeistert aufgenommen wurden, entschied sich der Verleger Leduc 1920 zur Veröffentlichung.

## Das Werk
„Aus dem Begleitwerk des Praeludiums, das einem nicht allzu einfallsreichem Thema beigegeben ist, steigt wie von selbst ein kompliziertes Fugenthema, dessen Schwierigkeitsgrad wohl nur dem ganz bekannt wird, der es im Pedal zu spielen versucht.“

Rasche Tokkaten-Figurationen im ff überwölben im Präludium ein relativ einfaches, aber markantes Thema im Pedal, das dann vom Diskant übernommen wird bis zu einem Halbschluss in der Subdominante. Dann wiederholt sich dieser Anfangsteil im pp in As-Dur bei geschlossenem Schwellwerk, bis wieder die Haupttonart erreicht ist, wo dann Motivteile des Themas abwechselnd im Diskant und im Bass auftauchen, immer umspielt von durchgehender Sechzehntel-Bewegung. Nach einem Dialog zwischen Manual und Pedal führt der nächste Abschnitt das Thema zwischen Diskant und Bass eng und mündet wieder in den Wechsel von heftiger Manual- und Pedalbewegung. Das Präludium klingt aus mit einem Pedalsolo vor dem Schlussakkord.
Das Fugenthema umspannt über eineinhalb Oktaven und ist außerordentlich schwierig im Pedal zu spielen. Das ist auch vielleicht der Grund, warum es dort in der Originalgestalt auch nur ein einziges Mal, nämlich in der Exposition, vorkommt. Nebenmotive, teilweise aus dem Thema gewonnen, bestreiten dann den weiteren Verlauf, dessen Rhythmik sich oft recht vertrackt gestaltet. Nach einer Erinnerung an den Themenkopf des Präludiums kommt es zu einer Verbindung der Originalgestalt des Themas im Diskant mit dessen Vergrößerung im Pedalbass. Wegen des Parallelverlaufs von Diskant und Bass müssen dort allerdings die einzelnen Bestandteile des Themas gerafft werden, um das gleichzeitige Auftreten beider Themenversionen sicherzustellen. Die Fuge schließt mit dem virtuosen Wechsel von Manual- und Pedalfiguren aus dem Präludium, hier allerdings vollgriffiger, was eine gewisse retardierende, auf den Schluss zielende Wirkung hat.

## Die Interpretation

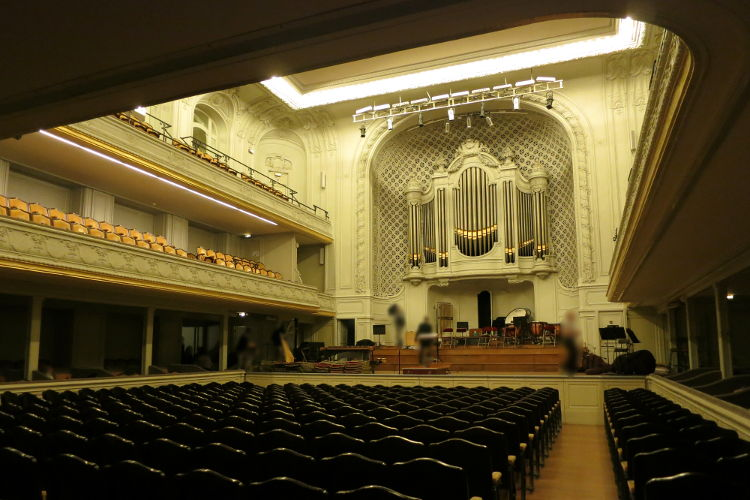
Salle Gaveau, Ort der Pariser Erstaufführung

Die Tempoangabe in der Notenausgabe von 1920 gibt ein Tempo von Viertel = 112 MM für das Präludium und Viertel = 84 MM für die Fuge an. Das entspricht einer Gesamtspieldauer von etwa 6:08 Minuten. Dem Prélude ist zudem die Tempobezeichnung „Animato“ und der Fugue „Un peu moins vite“ zugefügt. Dupré spielt das Werk 1957 als Siebzigjähriger in einem Konzert in Gütersloh deutlich langsamer in 7:29 Minuten. Rolande Falcinelli interpretiert das Werk 1968 an der Hausorgel in Meudon bei einer Schallplatteneinspielung in einer Zeit von 6:05 Minuten. Dupré war bei der Aufnahme anwesend und erklärte schriftlich, Falcinelli sei die perfekten Interpretin seiner Werke, auch was die Tempi und die Registrierung betreffe.
Die Registrierangaben in der Druckausgabe geben für das Prélude die empfohlenen Manuale sowie Lautstärkenangaben von {\displaystyle f\!\!f\!\!f} bis {\displaystyle pp} an. In der Fuge wird ein Klang aus Grundstimmen und Mixturen gefordert. Am Schluss der Fuge wiederholt sich das {\displaystyle f\!\!f\!\!f} des Präludienbeginnes. Dupré war zum Zeitpunkt der Komposition schon einige Jahre Vertreter von Charles Marie Widor an der großen Orgel von St-Sulpice, sein klanglicher Erfahrungshorizont war zu diesem Zeitpunkt aber noch geprägt von eher kleineren Instrumenten wie der väterlichen Hausorgel und der Orgel von St-Vivien in seiner Heimatstadt, wo er seit 1998 Organist war. Auch die Pariser Erstaufführung fand an einer eher mittelgroßen Orgel im Salle Gaveau statt.
Die Artikulation des Werkes ist weitgehend das Legato, in der Fuge sind einige Achtelnoten und Achtelakkorde mit Punkten, bzw. Strichen versehen.

## Spieltechnische Fragen
Im Gegensatz zu Duprés Ausgabe der Orgelwerke von Bach oder Franck, die mit sehr detaillierten Finger- und Fußsätzen versehen sind, fehlen diese bei den Stücken von Opus 7. Die schnellen Dreiklangsbrechungen in unbequemen Tonarten wie A-Dur und H-Dur stellen die Frage nach der Ausführung. Dupré bietet zu diesen technischen Problemen in seiner Orgelschule Methode de l’Orgue Etüden mit genauen Fußsätzen an. Bei Arpeggien mit Terzverbindungen wird von ihm das Legatospiel mit der Spitze und dem Absatz empfohlen. Nur bei der Verbindung von Dis nach Fis zeigt er ein Gleiten mit der Fußspitze eines Fußes an.

## Interpretationsgeschichte
„Im Opus 7 des etwa Fünfundzwanzigjährigen tritt dieser mit Werken an die Öffentlichkeit, deren immenser Schwierigkeitsgrad einer raschen Verbreitung im Wege stehen musste – es verwundert daher nicht, dass der Komponist selbst zugleich auch der erste Interpret des Zyklus gewesen ist. Dupré führte dabei nicht nur den Nachweis einer Staunen erregenden, unvergleichlichen Virtuosität, sondern zugleich auch einer höchst entwickelten kontrapunktischen Fertigkeit.“

Ab 1933 wurde das Werk oft im französischen Rundfunk übertragen, u. a. von Gaston Litaize (1933), André Fleury (1934), Joseph Gilles (1935), Line Zilgien (1936), Gaston Litaize (1937), Marcel Lanquetuit (1938), Antoine Reboulot (1945), Marie-Louise Girod (1948), Françoise Renet (1950), Noëlie Pierront (1951), Jean-Jacques Grunenwald (1954), Odile Pierre (1955), Jean-Claude Henry (1959), Marie-Madeleine Duruflé (1971), Jean Galard (1979), Jacques Taddei (1987). 1963 legte André Fleury eine erste Einspielung des Werkes als LP vor. Weitere frühe Interpreten des Werkes kamen aus dem englischsprachigen Raum. Mit George Markey begann ein Sonderweg der Interpretation, bei der die Sechzehntel der Fuge stark abgesetzt gespielt wurden. 1994 und 1997 sind mit Aufnahmen von Petra Morath-Pusinelli und Helmut Kickton Organisten aus Deutschland repräsentiert, beide auf relativ kleinen neobarocken Orgeln. Das Tempo der Aufnahme von Helmut Kickton entspricht ziemlich genau den Vorgaben Duprés und wurde laut Angabe des YouTube-Videos ohne Orgelschuhe, nur auf Socken gespielt. Inzwischen ist das Werk im Repertoire von Musikstudenten angekommen, wie es die Mitschnitte von Christian Barthen, Lukas Hasler und Sebastian Heindl zeigen. Im Gegensatz zum eher homogenen Mixturenklang der Registrieranweisung in der Originalausgabe wählen Cameron Carpenter und Sebastian Heindl eine bunte Palette von Klangfarben. Cameron Carpenter folgt mit seiner Artikulation dem Stil von Georg Markey. Christian Barthen interpretiert das Werk neben einer Einspielung auf einer traditionellen Pfeifenorgel von Rieger auch auf einer privaten Digitalorgel. 2017 spielte Mélodie Michel als Dreizehnjährige das Prélude in einem öffentlichen Konzert in der Kathedrale von Versailles. Am 10. Januar 2025 spielte der Schüler und Jungstudent Jan Liebermann das gesamte Opus 7 (neben Opus 36)  auswendig in einer Liveübertragung aus der Reinoldikirche in Dortmund über YouTube ins Internet.
Instrumente mit mehreren Einspielungen des Werkes sind die Orgel von Notre Dame in Paris (4 Tondokumente), die Orgel von St-Sulpice in Paris (3 Tondokumente) und die Orgel von St. Matthias in Berlin (4 Tondokumente).

„This is a dangerous piece to play in concert.“